# Erythropitta
Erythropitta är ett fågelsläkte i familjen juveltrastar inom ordningen tättingar. Arterna i släktet förekommer från Malackahalvön till Nya Guinea och Filippinerna: Släktet delas numera in i 13–19 arter. Följande lista med 13 arter följer IOC med kommentarer om avvikelser.
- Luzonjuveltrast (Erythropitta kochi)
- Filippinjuveltrast (Erythropitta erythrogaster)
  - "Talaudjuveltrast" (Erythropitta [e.] inspeculata) – urskiljs som egen art av BirdLife International
- Sulajuveltrast (Erythropitta dohertyi)
- Sulawesijuveltrast (Erythropitta celebensis)
  - "Siaujuveltrast" (Erythropitta [c.] palliceps) – urskiljs som egen art av BirdLife International
  - "Sangihejuveltrast" (Erythropitta [c.] caeruleitorques) – urskiljs som egen art av BirdLife International
- Sultanjuveltrast (Erythropitta rufiventris)
- Burujuveltrast (Erythropitta rubrinucha)
- Papuajuveltrast (Erythropitta macklotii)
  - "Nordlig papuajuveltrast" (Erythropitta [m.] habenichti) – urskiljs som egen art av eBird/Clements[1]
- Bismarckjuveltrast (Erythropitta novaehibernicae)
  - "Newbritainjuveltrast" (Erythropitta [n.] gazellae) – urskiljs som egen art av BirdLife International
  - "Tabarjuveltrast" (Erythropitta [n.] splendida) urskiljs som egen art av BirdLife International
- Rosseljuveltrast (Erythropitta meeki)
- Sumatrajuveltrast (Erythropitta venusta)
- Granatjuveltrast (Erythropitta granatina)
- Sabahjuveltrast (Erythropitta ussheri)
- Halsbandsjuveltrast (Erythropitta arquata)

Släktet inkluderades tidigare i Pitta. 